# My Name Is Michael
My Name Is Michael was een televisieprogramma waarin gezocht werd naar zowel een grote als een kleine Michael Jackson, de populaire Amerikaans zanger. Het programma ging op 9 januari 2010 van start. De finale was op 6 februari. My Name Is Michael was elke zaterdag te zien om 20.30 uur op VTM en om 20.00 uur op RTL 4.
Kandidaten werden beoordeeld op de kwaliteit van hun imitatie van de echte King of Pop. Het programma werd door Koen Wauters en Nicolette van Dam gepresenteerd.
De jury bestond uit Albert Verlinde, Berget Lewis, Dan Karaty (bekend als jurylid van So You Think You Can Dance) en Ronny Mosuse.
In My Name Is Michael werden er hoofdrolspelers voor de nieuwste theatershow van Albert Verlinde gezocht. Het Tribute Concert vond plaats in Amsterdam en Antwerpen op 26 en 27 maart.
Op 6 februari 2010 won de Vlaamse Christophe (Christ'OF) de finale van Mitchell, Urvin en Pistice.
Vanaf augustus 2010 was er een vervolg op het programma getiteld My Name Is.... Hierin kon dit keer iedereen zijn of haar idool imiteren.

## Concurrentie
Tegelijk met My Name Is Michael bereidden ook de tv-zenders SBS6 (Nederlands) en VT4 (Vlaams) een gezamenlijke talentenjacht rond Michael Jackson voor, onder de titel Move Like Michael Jackson. In de Nederlandse pers werd al eventjes gesproken over een "media-oorlog" tussen SBS6 en RTL 4, nadat SBS6 een domeinnaam voor de neus van RTL 4 had weggekaapt. De talentenjacht van RTL 4 zou namelijk oorspronkelijk Mijn naam is Michael gaan heten, waarna SBS6 direct de domeinnaam "mijnnaamismichael.nl" voor eigen doeleinden registreerde. RTL 4 kon de domeinnaam overkopen, onder de voorwaarde dat beide programma's niet op hetzelfde tijdstip zouden worden uitgezonden. RTL 4 besloot hier niet op in te gaan en veranderde de titel van het programma.